# Табук (провинција)
Табук (арап. تبوك‎) је провинција на северозападу Саудијске Арабије. Главни град провинције је Табук. Табук има 791.535 становника и површину од 146.072 km2. Густина насељености је 5,4 по квадратном километру.